# El Mas Usall
El Mas Usall és una entitat de població de Banyoles (Pla de l'Estany) protegida com a bé cultural d'interès local. En el cens de 2009 tenia 37 habitants.

## Descripció
Conjunt de masies agrupades i disposades a banda i banda de l'antic camí de Sant Cristòfol d'Usall. De la masia senyorial, actualment Can Farró, en destaca la seva porta forana amb escut nobiliari. Les cases en filera al seu voltant eren segurament les masoveries, com testimonien els seus elements decoratius més simples. Tenen obertures de llinda monolítica i badius. Un porticat format per arcs de mig punt i fet de maons precedeix l'ingrés del veïnat. Algunes cases antigues han estat reformades.

## Història
L'entorn de Mas Usall del Bosc apareix referit com "Qucuciago" el 957 en l'acta de consagració de la nova església del monestir de Sant Esteve de Banyoles. El 1086 es menciona un veïnat en el lloc. L'any 1263 es té la primera referència exacta de Mas Usall del Bosc ("mansus de Boscho qui est de officio Infirmarie") que quedà exclòs de la redempció dels mals usos que la Vila de Banyoles va pactar amb el monestir. La masia senyorial de Mas Usall (Can Farró) se sap que fou reformada i ampliada vers mitjan segle xvi, segons el seu propietari. El 1664 el monestir de Sant Esteve de Banyoles compra la plena propietat del Mas Usall del Bosc pel preu de 1.060 lliures. El maig de 1844 l'estat desamortitzà Mas Usall del Bosc. La propietat comprenia l'edifici i les 106 vessanes de terra de cultiu que foren venudes per 360.000 rals.